# Баграшкьол
Баграшкьол (Баграшкул) (на китайски: 博斯腾湖; на пинин: Bósīténg Hú; на уйгурски: باغراش كۆلى) е езеро в Северозападен Китай, в Синдзян-уйгурския автономен регион с площ 1380 km², обем 8,15 km³ и максимална дълбочина 16 m.
Езерото Баграшкьол е разположено в междупланинска падина в южното подножие на планината източен Тяншан на 1048 m н.в. между хребетите Хайдутау (на север), Бортоула (на североизток), Къзълтаг (на изток), Куруктаг (на юг) и Борохотан (на запад). Има почти триъгълна форма с дължина от запад на изток 55 km и ширина до 25 km. Бреговете му са предимно ниски, на места заети от солончаци и пясъчни масиви. От север в него се влива река Хайдъкгол, а от югозападния му ъгъл изтича река Кончедаря, вливаща се през различните години или в езерото Лобнор, или като ляв приток на река Тарим. На 14 km западно от езерото е разположен град Карашар.